# José Jacinto Rolón
José Jacinto Rolón (Goya, 16 de agosto de 1821 − Buenos Aires, 25 de enero de 1910), fue el fundador de la localidad argentina de Colonia Carolina, Corrientes. Nació en el seno de una familia acomodada, siendo sus padres José Jacinto Rolon y Juliana Rubio, oriundos de la ciudad de Corrientes.

## Biografía
Por el lado de su padre descendía de las primeras familias que poblaron el suelo correntino, y si nos remontamos en el tiempo podría afirmarse que descendía de las primeras familias pobladoras de la República Argentina y del Paraguay. Es así que encontramos entre sus antepasados a los conquistadores Vicente Rolón y Pedro de Mesa, de los primeros pobladores que vinieron en el año 1536 con el adelantado Pedro de Mendoza, al capitán Simón de Mesa, de los primeros criollos que poblaron la ciudad de San Juan de Vera y varias veces su teniente de gobernador, y al capitán Jerónimo Rolón que nació en Paraguay y se radicó en Corrientes por el año de 1660, quien fuera el genearca de casi la totalidad de la familia Rolón de Corrientes. También encontramos entre sus ascendientes a la familia Soto, muy conocida en esta ciudad y provincia, y por ella le toca la ascendencia de notables personajes de la provincia, como lo fue el maestre de campo Manuel Cabral de Alpoin.
En lo referente a su propia familia, José Jacinto Rolón estaba casado con Carolina Ocanto, hija del Juez de paz de Saladas Judas Tadeo Ocanto y de Rufina González. Fueron sus cinco hijos, Herminia, Clementina, Carolina, Justo Felipe y Carlos. Doña Carolina Ocanto, que fue bautizada con el nombre de Juliana Carolina, nació el 9 de enero de 1828 en Saladas, y a ella se le debe el nombre que llevó la Colonia y el de otra estancia de la familia Rolón que se llamó Santa Juliana.
Don José Jacinto Rolón fue un hombre de muchas virtudes, empleado muchas veces en cargos de gobierno, entre los que puede destacarse el ser Ministro General de la Provincia de Corrientes en el año 1861, durante el gobierno del canónigo Dr. José María Rolón, y Presidente del Consejo Municipal de Goya.
Sus restos descansan en la ciudad de Goya, en la cripta de la Iglesia San Roque y San Jacinto (La Rotonda), que mandó construir su hermana Sinforosa Rolón y Rubio como mausoleo familiar.